# Fernando Panico
Dom Fernando Panico, MSC (Tricase, 1 de janeiro de 1946), é religioso católico nascido na Itália e naturalizado brasileiro. Foi o quarto bispo de Oeiras-Floriano e o quinto bispo do Crato. Dom Fernando foi o responsável pela reabertura do processo de reabilitação do Padre Cícero, tendo sido, desde então, o principal defensor do religioso cearense.

## Formação
Em 1964, ingressou na Sociedade dos Missionários do Sagrado Coração de Jesus. Em 1968 bacharelou-se em filosofia pela Pontifícia Universidade Gregoriana, em Roma. No ano seguinte, iniciou o bacharelado em teologia pelo Instituto Teológico Fiorentino, em Florença, porém concluiu o curso no Pontifício Ateneu de Santo Anselmo na capital italiana. Ainda em Roma, concluiu no ano de 1974 o mestrado em teologia litúrgica no Pontifício Instituto Litúrgico. Em 1990 concluiu o doutorado em liturgia na Pontifícia Faculdade de Nossa Senhora da Assunção em São Paulo.

## Presbiterato
Recebeu a ordenação presbiteral no dia 31 de outubro de 1971. Em 1974 chegou ao Brasil para ser o vigário de Pinheiro, onde permaneceu por sete anos. Ainda em Pinheiro, foi reitor do Seminário Menor da Diocese de Pinheiro e chanceler adjunto da cúria diocesana.
Em 1982 foi transferido para São Luis onde exerceu as funções de vigário da Paróquia São Cristóvão, reitor do Seminário Maior Interdiocesano do Maranhão, reitor do Seminário Padre Júlio Chevalier, vice-diretor do Centro Teológico do Maranhão, juiz auditor do Tribunal Eclesiástico da Arquidiocese de São Luís e arquivista da Cúria Metropolitana de São Luís do Maranhão.
Em 1990 foi nomeado mestre de noviços dos Missionários do Sagrado Coração no Brasil, em Pirassununga (São Paulo). Em 1991 retornou para São Luís, como Superior Regional dos Missionários do Sagrado Coração, no Maranhão e Ceará. Em 1993 foi nomeado juiz no Tribunal Eclesiástico do Nordeste V (Maranhão).

## Episcopado
Em junho de 1993 foi nomeado bispo de Oeiras-Floriano, no Piauí. Recebeu a ordenação episcopal no dia 14 de agosto desse mesmo ano, sendo o Ordenante Principal Dom Miguel Fenelon Câmara Filho,  Arcebispo de Teresina; e Co-Ordenantes Dom Paulo Eduardo Andrade Ponte, Arcebispo de São Luís do Maranhão, e Dom Carmelo Cassati, MSC, Arcebispo de Trani-Barletta-Bisceglie - Itália. 
Em maio de 2001 foi nomeado bispo da Diocese do Crato por S. S. João Paulo II , Circunscrição essa que se localiza no sul do Ceará.
Em 28 de dezembro de 2016, após 15 anos de governo na Diocese do Crato, teve seu pedido de renúncia aceito pelo Papa Francisco, sendo sucedido pelo então bispo coadjutor, Dom Gilberto Pastana de Oliveira.

## Ordenações episcopais
Dom Fernando foi o bispo ordenante da ordenação episcopal de:
- Dom Francisco Edimilson Neves Ferreira (2017)

Foi co-ordenante nas ordenações episcopais de:
- Dom José Vicente Pinto de Alencar da Silva (2023)
- Dom Antônio Carlos Cruz Santos, MSC (2014)
- Dom Agenor Girardi, MSC (2011)
- Dom Geremias Steinmetz (2011)

Dom Fernando Panico, MSC, foi o Bispo que presidiu a ordenação diaconal de Dom Manoel Ferreira dos Santos Junior, MSC, no ano de 1994.